# Eddy Halman
Eduardo Halman (Aruba, 30 mei 1952) is een voormalig Nederlands honkballer.
Halman, een rechtshandige midvelder, groeide op in Aruba en verhuisde naar Nederland in 1979. Hij speelde daar in de hoofdklasse. Hij kwam in 1979 uit voor het Nederlands honkbalteam tijdens de Europese Kampioenschappen van dat jaar waarbij Nederland zilver behaalde. Halman trouwde in Nederland en kreeg vier kinderen die allemaal succesvol werden als topsporter. Hij is de vader van twee honkballers, Gregory Halman en Jason Halman. Zijn dochter Naomi Halman is een Nederlands basketbal international en zijn andere dochter Eva Halman is softballer.